# Good Women
Good Women er en amerikansk stumfilm fra 1921 af Louis J. Gasnier.

## Medvirkende
- Rosemary Theby som Katherine Brinkley
- Hamilton Revelle som Nicolai Brouevitch
- Irene Blackwell som Inna Brouevitch
- Earl Schenck som John Wilmot
- William P. Carleton som Richard Egglethorpe
- Arthur Stuart Hull som Franklin Shelby
- Rhea Mitchell som Natalie Shelby
- Eugenie Besserer som Emmeline Shelby